# Fusterlandia
Fusterlandia ist ein Designprojekt in der zu Havannas Stadtbezirk Playa gehörenden Gemeine Jaimanitas, das maßgeblich durch den Künstler José Fuster geschaffen wurde.

## Das Projekt Fusterlandia

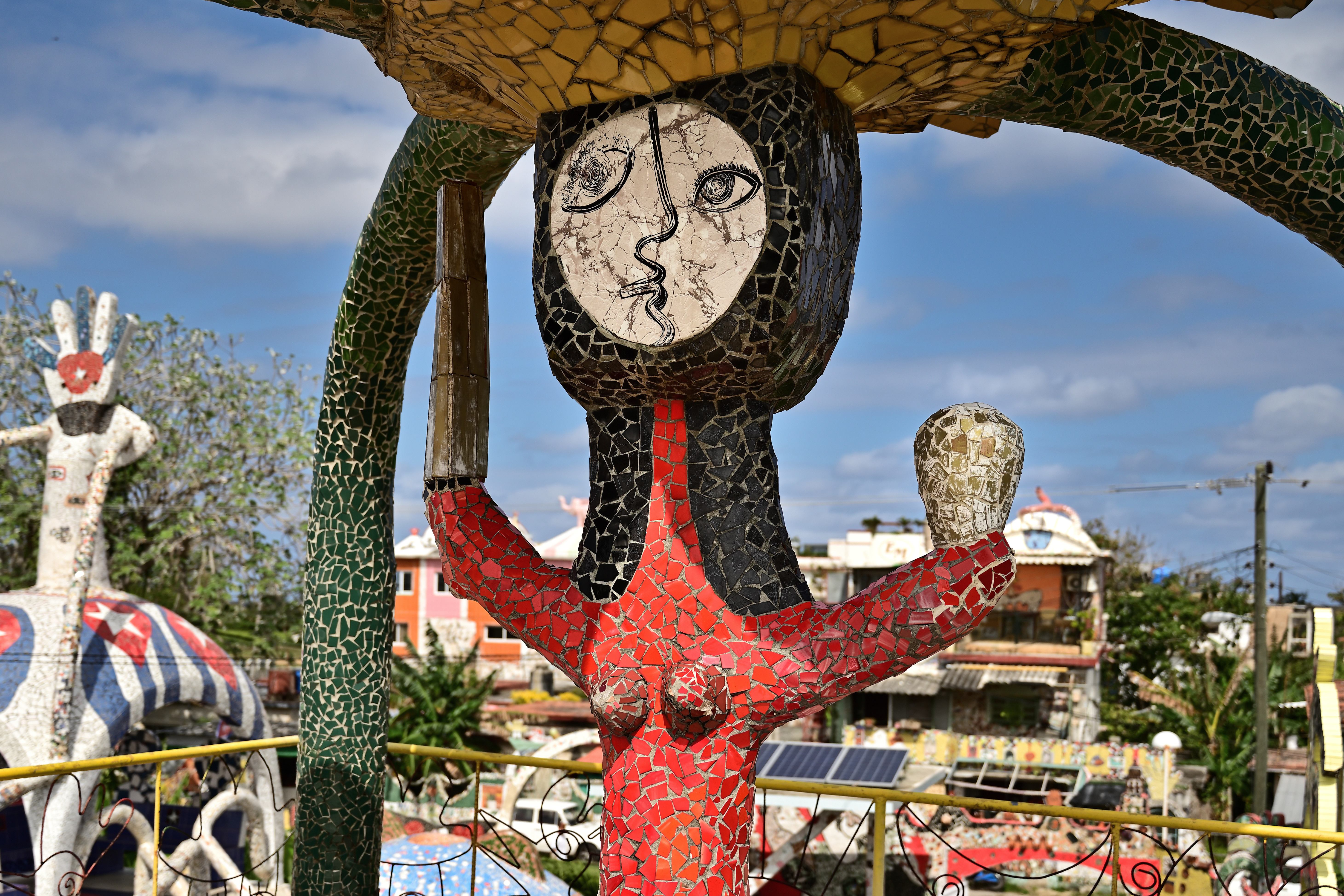

Inspiriert von seiner Zeit in Europa und öffentlichen Architekturprojekten wie Gaudís Park Güell kehrte Jose Fuster in den 80er Jahren zu seinen Wurzeln als Fischer zurück. Er begann in dem Küstenort Jaimanitas ein transformatives Projekt zu starten. Zunächst verwandelte er sein eigenes Zuhause in ein Kunstmuseum, indem er es mit Mosaikfliesen schmückte. Er sagt, dass er damals angefangen hat, seinen Traum zu verwirklichen. Mit 14 bekam Fuster Gelegenheit Kunst zu studieren und sie ließ ihn nie wieder los. Mehr als Picasso beeinflusste ihn der rumänische Bildhauer Constantin Brancusi. Und auch der katalanische Architekt Antonio Gaudi mit seinen Naturformen und Mosaiken hat das Werk des Kubaners geprägt. Am Eingang Ortes Jaimanitas befindet sich nun seine „Hommage an Gaudí“.
Obwohl Fusters Wohnhaus, das Taller-Estudio Jose Fuster, im Mittelpunkt des Projekts steht, ist das gesamte Viertel ein Kaleidoskop aus Mosaiken und Skulpturen. Man sieht farbenfrohe Hauswände, Dächer, Hauseingänge, Sitzbänke, Skulpturen und Mosaiken. In seiner Symbolsprache verwendet Fuster Meerjungfrau, Fisch, Palme, Hahn und Santería-Heiligenfiguren. Man findet auch Bezüge zur Literatur von Alejo Carpentier, Onelio Jorge Cardoso und Ernest Hemingway. Die in Jaimanitas gestalteten Kunstobjekte finanzierte Fuster aus den Verkaufserträgen seiner Ausstellungen. Er veranstaltete weltweit mehr als 100 Einzelausstellungen seiner Bilder und Keramiken. Seine Nachbarn in der Gemeinde waren von seinen farbenfrohen Mosaiken so angetan, dass sie Fuster ihre Häuser überließen, damit er das Projekt erweitern konnte, sodass rund 150 Häuser Jaimanitas in Kunstwerke verwandelt wurden. Besucher können in diesem einzigartigen Beispiel moderner Kunst und Architektur die wellenförmigen Gehwege und labyrinthischen Gänge erkunden, unter Torbögen hindurchgehen und die Keramik aus nächster Nähe betrachten. 
Fuster sagt über sich: „Ich werde auch als Surrealist oder naiver Künstler bezeichnet. Andere sagen, mein Werk sei magischer Realismus. Ich habe auch mit postmodernen Künstlern meiner Epoche zusammengearbeitet. Mein Ziel ist es, die Realität abzubilden. Deshalb würde ich sagen, ich mache eine Art magischen Realismus. Und ich habe viel Spaß bei meiner Arbeit.“